# Elezioni legislative in Lussemburgo del 2018
Le elezioni legislative in Lussemburgo del 2018 si tennero il 14 ottobre per il rinnovo della Camera dei deputati. 
Il Partito Popolare Cristiano Sociale ottenne la maggioranza relativa con il 28,3% dei voti e 21 seggi;  Partito Operaio Socialista Lussemburghese, Partito Democratico e I Verdi, che avevano sostenuto il governo uscente (nell'ambito della cosiddetta coalizione "Gambia", per i colori dei tre partiti che, insieme, formano la bandiera dello stato africano), conseguirono nuovamente la maggioranza assoluta dei seggi in Parlamento.

## Risultati
| Liste                                         | Voti      | %     | Seggi |
| --------------------------------------------- | --------- | ----- | ----- |
| Partito Popolare Cristiano Sociale            | 999 381   | 28,31 | 21    |
| Partito Operaio Socialista Lussemburghese     | 621 332   | 17,60 | 10    |
| Partito Democratico                           | 597 080   | 16,91 | 12    |
| I Verdi                                       | 533 893   | 15,12 | 9     |
| Partito Riformista di Alternativa Democratica | 292 388   | 8,28  | 4     |
| Partito Pirata del Lussemburgo                | 227 549   | 6,45  | 2     |
| La Sinistra                                   | 193 594   | 5,48  | 2     |
| Partito Comunista del Lussemburgo             | 44 916    | 1,27  | –     |
| Altri                                         | 19 836    | 0,56  | –     |
| Totale                                        | 3 529 969 | 100   | 60    |